# HD 108236
HD 108236 là một ngôi sao loại G. Nhiệt độ bề mặt của nó là 5660 ± 61K. HD 108236 bị suy giảm nghiêm trọng về các nguyên tố nặng so với Mặt Trời, với chỉ số Fe/H kim loại là −0,28 ± 0,04 (52% của Hệ Mặt Trời) và có thể già hơn Mặt Trời ở 6,7+4.0−5.1 tỷ năm.
Theo dữ liệu của sứ mệnh WISE, ngôi sao này được nghi ngờ là bị bao quanh bởi một đĩa mảnh vỡ, nhưng việc phân tích lại dữ liệu đã bác bỏ giả thuyết về đĩa mảnh vỡ vào năm 2014. Lý do cho kết quả dương tính giả là do nhiễm bẩn từ một nguồn hồng ngoại gần đó.
| Thiên thể đồng hành (thứ tự từ ngôi sao ra) | Khối lượng      | Bán trục lớn (AU) | Chu kỳ quỹ đạo (ngày)    | Độ lệch tâm | Độ nghiêng | Bán kính               |
| ------------------------------------------- | --------------- | ----------------- | ------------------------ | ----------- | ---------- | ---------------------- |
| b                                           | 4.2± 1.2 M🜨     | 0.0469± 0.0017    | 3.79523+0.00047 −0.00044 | 0           | —          | 1.586± 0.098 R🜨        |
| c                                           | 9± 2 M🜨         | 0.0651± 0.0024    | 6.2037+0.00064 −0.00052  | 0           | —          | 2.068+0.10 −0.091 R🜨   |
| d                                           | 7.8+3.2 −1.8 M🜨 | 0.1131± 0.004     | 14.1756+0.001 −0.0011    | 0           | —          | 2.72± 0.11 R🜨          |
| e                                           | 8.4+6.6 −1.4 M🜨 | 0.14± 0.0052      | 19.592± 0.002            | 0           | —          | 3.12+0.13 −0.12 R🜨     |
| f                                           | 4+2 −1 M🜨       | 0.1759            | 29.54                    | 0           | —          | 2.0172+0.052 −0.057 R🜨 |